# Andreas Goldthau

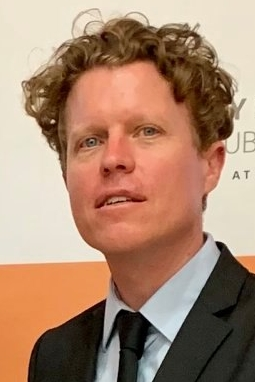
Andreas Goldthau (2020)

Andreas Goldthau (* 1973) ist ein deutscher Politologe.

## Leben
Von 2008 bis 2016 war er Professor of Public Policy an der Central European University. Von 2016 bis 2019 war er Professor für Internationale Beziehungen am Royal Holloway College. Seit 2019 ist er Franz Haniel Professor for Public Policy an der Willy Brandt School of Public Policy, einer wissenschaftlichen Einrichtung der Universität Erfurt, die er seit dem 1. April 2022 leitet. Seit Januar 2019 leitet er die Forschungsgruppe "Energiewende und der Globale Süden" am Institute for Advanced Sustainability Studies (IASS) in Potsdam.
Seine Forschungsgebiete sind globale Energie-Governance, internationale politische Ökonomie, Energiesicherheit, Klimawandel und kohlenstoffarme Energiewende.

## Schriften (Auswahl)
- mit Jan Martin Witte: Die OPEC. Macht und Ohnmacht des Öl-Kartells. München 2009, ISBN 978-3-446-41934-6.
- als Herausgeber: The handbook of global energy policy. Oxford 2013, ISBN 978-0-470-67264-8.
- mit Nick Sitter: A liberal actor in a realist world. The European Union regulatory state and the global political economy of energy. Oxford 2015, ISBN 978-0-19-871959-5.
- mit Caroline Kuzemko und Michael F. Keating: The global energy challenge. Environment, development and security . London 2016, ISBN 978-1-137-41007-8.